# Fastydiusz
Fastydiusz (V wiek) – łaciński pisarz, uznawany za ucznia Pelagiusza. Według Gennadiusza z Marsylii napisał rozprawy O życiu chrześcijańskim oraz O zachowaniu wdowieństwa. Ponieważ pisma te znajdują się również wśród dzieł Pelagiusza, identyfikacja ich jest problematyczna.